# Gorille, mon ami
Pour plus de détails, voir Fiche technique et Distribution.
Gorille, mon ami est un court métrage diffusé en 1996.

## Synopsis
Ne pouvant plus supporter la frigidité de son épouse, un homme décide de se venger. Il met en place un plan machiavélique, lors d'une visite au Jardin des plantes de Paris.

## Fiche technique
Source IMDb
- Titre : Gorille, mon ami
- Réalisation et scénario : Emmanuel Malherbe
- Producteur : Denis Bernard
- Photographie : Franck Séchan
- Musique : Nicolas Jorelle
- Montage : Roland Baubeau
- Création des décors : Laurent Gantès
- Société de production : Be Bop Production
- Pays :  France
- Format : couleur
- Genre : comédie
- Durée : 5 minutes
- Date de sortie : 
  - France : 12 juin 1996[2]

## Distribution
Source IMDb
- Marie Trintignant : Marie
- François Berléand : Michel
- Bruno Sanches : Le gorille
- Nathalie Krebs : La copine